# 利什曼原虫病毒属
利什曼原虫病毒属（学名：Leishmaniavirus）为整体病毒科的一个属。

## 下属物种
本属包括以下物种：
- 利什曼原虫病毒1型 Leishmania RNA virus 1
- 利什曼原虫病毒2型 Leishmania RNA virus 2